# Vladimír Krist
Vladimír Krist (8. února 1905 Zubří – 27. března 1942 Koncentrační tábor Mauthausen) byl český vysokoškolský pedagog, botanik, odbojář a oběť nacismu.

## Život

### Před druhou světovou válkou
Vladimír Krist se narodil 8. února 1905 v Zubří na Valašsku v rodině správce školy. Mezi lety 1916 a 1925 vystudoval reálném gymnáziu ve Valašském Meziříčí a poté mezi lety 1930 a 1935 přírodopis a zeměpis na Přírodovědecké fakultě Masarykovy univerzity. Mezi lety 1926 a 1931 pracoval jako demonstrátor u prof. Josefa Podpěry v Botanickém ústavu Přírodovědecké fakulty Masarykovy univerzity v Brně, poté nastoupil prezenční vojenskou službu. Po návratu z ní v roce 1933 obhájil titul Doktora přírodních věd (disertační práce o československých hořcích) a stal se asistentem a následně soukromým docentem systematické botaniky opět na Přírodovědecké fakultě Masarykovy univerzity. V roce 1934 se oženil s absolventkou stejné fakulty Marií Makovičkovou. Publikoval vědecké studie a práce věnované především slovenské, podkarpatské a balkánské květeně a též zavlečeným rostlinám v odborných periodikách Příroda, Sborník klubu přírodovědeckého v Brně, Spisy Přírodovědecké fakulty Masarykovy univerzity, Věda přírodní aj. Věnoval se přednáškové, osvětové, ochranářské a popularizační činnosti. Byl jednatelem brněnského Přírodovědeckého klubu, členem Výboru pro ochranu přírody a domoviny a Moravské přírodovědecké společnosti, externím členem Komise pro ochranu přírody 1. odboru Masarykovy akademie práce a konzervátorem pro ochranu přírody Památkového úřadu v Brně.

### Druhá světová válka
Po německé okupaci v březnu 1939 vstoupil Vladimír Krist do protinacistického odboje v organizaci Obrana národa, ve které spolupracoval zejména s Františkem Gregorem, F. Weissem a Dr. L. Máčelou. V červnu 1941 se stal asistentem v Dendrologickém ústavu prof. Augusta Bayera na Vysoké školy zemědělské v Brně. Po odhalení odbojové skupiny byl 30. listopadu téhož roku zatčen gestapem a vězněn v brněnských Kounicových kolejích. Dne 12. prosince 1941 byl Stanným soudem odsouzen za přípravu velezrady ke konfiskaci majetku a předání gestapu. S poznámkou návrat nežádoucí byl následně převezen do koncentračního tábora Mauthausen, kde 27. března 1942 zahynul.

## Posmrtná ocenění

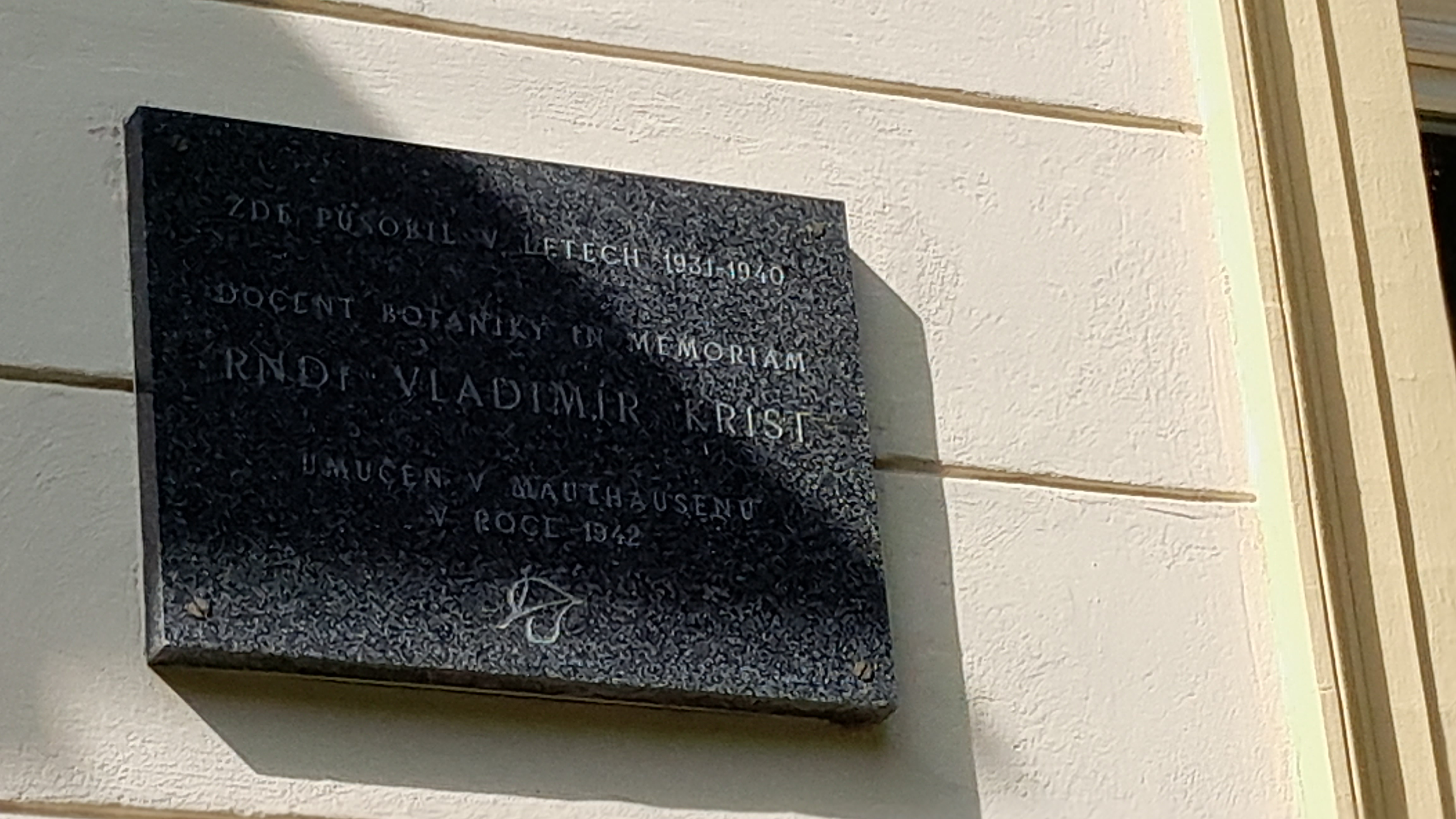
Pamětní deska Vladimíra Krista na budově Přírodovědecké fakulty Masarykovy univerzity

- Vladimíru Kristovi byl v roce 1946 Vysokou školou zemědělskou v Brně udělen in memoriam titul docenta pro obor systematické botaniky
- Vladimíru Kristovi byl in memoriam udělen titul doktora technických věd
- Vladimíru Kristovi byla na budově Přírodovědecké fakulty Masarykovy univerzity v Kotlářské ulici v Brně odhalena pamětní deska[1]

## Rodina
Bratr Vladimíra Krista Bohumír Krist se stal 13. října 1944 příslušníkem Československé armády v zahraničí.